# Hennadiy Udovenko
Hennadiy Yosypovych Udovenko (en ucraniano: Геннадій Йосипович Удовенко; Krivói Rog, 22 de junio de 1931-Kiev, 12 de febrero de 2013) fue un político y diplomático ucraniano. Se desempeñó como ministro de relaciones exteriores de Ucrania (1994-1998), como presidente de la Asamblea General de las Naciones Unidas (1997-1998) y como miembro de la Rada Suprema (parlamento) de Ucrania (1998-2007).

## Biografía

### Primeros años
Estudió relaciones internacionales en la Universidad de Kiev, graduándose en 1954. Realizó estudios de postgrado en economía agrícola en el Instituto de Investigación y Desarrollo de Economía y Organización de Ucrania de 1956 a 1959.

### Carrera
Comenzó su carrera en 1952 como secretario del ministerio de la industria de materiales de construcción de la República Socialista Soviética de Ucrania. De 1955 a 1958, fue jefe de la granja colectiva en la aldea de Domantivka del distrito de Skvira de la región de Kiev.
Ingresó al servicio diplomático en 1959 como primer secretario y consejero del departamento de organizaciones económicas internacionales del Ministerio de Asuntos Exteriores de la República Socialista Soviética de Ucrania. Entre 1965 y 1971, trabajó en la Oficina de la Organización de las Naciones Unidas en Ginebra (Suiza). Entre 1971 y 1977, fue sucesivamente jefe del departamento de personal y jefe del departamento de organizaciones económicas internacionales del Ministerio de Asuntos Exteriores de la RSS de Ucrania.
De 1977 a 1980, fue director de la división de interpretación y reuniones en el departamento de servicios de conferencias de la oficina de las Naciones Unidas en la ciudad de Nueva York. Entre 1980 y 1985, fue viceministro de relaciones exteriores de la RSS de Ucrania.
Desde febrero de 1985 hasta marzo de 1992, fue representante permanente de Ucrania ante las Naciones Unidas. Allí, se desempeñó como vicepresidente del Comité Especial de las Naciones Unidas contra el apartheid (1989-1991) y vicepresidente del Consejo Económico y Social de las Naciones Unidas. Al mismo tiempo, en 1991–1992, fue viceministro de Relaciones Exteriores. Entre 1992 y 1994, fue embajador en Polonia.
Desde 1994 hasta 1998, fue ministro de relaciones exteriores del gabinete ucraniano y miembro del Consejo de Seguridad Nacional y Defensa de Ucrania. En septiembre de 1997, fue elegido presidente del 52.º período de sesiones de la Asamblea General de las Naciones Unidas por un año, continuando como presidente de la décima sesión especial de emergencia y la vigésima sesión especial de la Asamblea General.
El 14 de mayo de 1999, fue elegido presidente del Movimiento Popular de Ucrania (Ruj), habiendo ejercido como presidente interino desde finales de marzo de 1999, en reemplazo de Vyacheslav Chornovil, que había fallecido en un accidente automovilístico. Fue reelegido en 2001 y se desempeñó como presidente del partido hasta el 3 de mayo de 2003, cuando fue sucedido por Boris Tarasyuk, quien anteriormente lo había sucedido también como ministro de relaciones exteriores.
Fue elegido a la Rada Suprema en 1998. En 1999, la fracción parlamentaria del Ruj se dividió en dos facciones diferentes; siendo Udovenko el titular de la facción separatista. En las elecciones parlamentarias de 2006, fue candidato pero rechazó asumir su mandato parlamentario.

### Fallecimiento
Falleció en un hospital de Kiev el 12 de febrero de 2013; no se comunicó la causa de la muerte. Había sido hospitalizado en el mismo hospital a principios del mismo mes.

## Homenajes
En 2017, la academia diplomática del ministerio de relaciones exteriores de Ucrania, que forma al cuerpo diplomático ucraniano, recibió el nombre de Udovenko.